# Un certo Harry Brent
Un certo Harry Brent è uno sceneggiato televisivo italiano del 1970, diretto da Leonardo Cortese tratto da un romanzo di Francis Durbridge; lo sceneggiato riscosse un grande successo con circa 19 milioni di telespettatori.

## Trama

### Prima puntata
Harry Brent, il proprietario di un'agenzia di viaggi di Londra, in un sabato mattina dei primi giorni di giugno prende il treno per andare a trascorrere il fine settimana a Sevenoaks, nella contea del Kent, ospite della fidanzata Susan Bates e di suo fratello Albert. Susan è la segretaria di un piccolo industriale, Samuel Fielding, e Brent si reca pertanto da lei nello studio della fabbrica poiché la ragazza si è appena dimessa per sposarsi e Fielding sta valutando alcune candidature per sostituirla. Poco dopo viene annunciata Barbara Smith, che si presenta per il posto lasciato libero da Susan; Harry Brent, quando la vede, riconosce in lei la compagna di scompartimento nel viaggio effettuato poco prima in treno. Susan ed Harry Brent si allontanano dall'ufficio: mentre Fielding chiede alla Smith referenze sulle precedenti esperienze di lavoro, la ragazza estrae dalla borsetta una rivoltella e spara diversi colpi in rapida successione contro Fielding, uccidendolo. Riesce a scappare: Harry Brent dice a Susan di chiamare la polizia, mentre lui cercherà di fermare la ragazza. Poco dopo, Barbara si accorge di essere seguita da una misteriosa auto nera. La polizia locale, guidata dall'ispettore Alan Milton, in precedenza fidanzato con Susan Bates, compie le prime indagini e scopre che Barbara Smith, prima di recarsi da Fielding, si era fatta portare da un taxi sul ponte di Alford, forse per incontrarsi con un complice. Barbara, nel frattempo, dopo aver cercato invano di prendere un treno, si rifugia in un bar dove riceve una misteriosa telefonata con la quale si ordina di tornare immediatamente sul ponte di Alford. Qui, mentre dal finestrino della macchina nera una pistola la sta prendendo sotto mira, la sorprende l'ispettore Milton, e arrestandola la salva.
L'interrogatorio di Barbara Smith si rivela inutile, poiché la ragazza tace ostinatamente. Il sergente Roy Philips, braccio destro dell'ispettore Milton, indaga a Londra e scopre che tutti i dati forniti dalla ragazza nella sua domanda di assunzione sono falsi. Esiste un unico dato certo: nella sua borsetta c'è il biglietto d'ingresso per uno spettacolo al Richmond Theatre del sabato successivo. Inoltre, la polizia scopre che la ragazza, prima di andare da Fielding, si recò al cimitero per deporre un mazzo di fiori sulla tomba dei genitori di Harry Brent. Il giorno dopo, una domenica, Harry Brent, mentre è solo nel cortile della fattoria dei Bates, viene tramortito con una pietra e derubato del portafogli. Harry Brent non sa spiegare al dubbioso ispettore Milton perché Barbara Smith abbia portato dei fiori sulla tomba dei suoi genitori. La ragazza, nel carcere della prigione, persevera nel suo ostinato silenzio; le portano il vassoio del pranzo preparato da Gladys, proprietaria della "Taverna dell'Orso", che nel prepararlo viene distratta da Bryan Finley, un giovanotto di bella presenza appena entrato nel locale. Barbara comincia a mangiare, e poco dopo muore avvelenata. Prima di morire, ritorna per un attimo cosciente in presenza del medico e di un infermiere, e fa in tempo ad invocare il nome di un uomo, quello di "un certo Harry Brent".

### Seconda puntata
Nel pomeriggio di quella stessa domenica l'ispettore Milton ritrova il portafogli di Harry Brent, gettato nella spazzatura, senza denaro ma con tutti i documenti a posto; c'è in aggiunta un biglietto di teatro, e Alan Milton constata con stupore che è identico a quello trovato nella borsetta di Barbara Smith, con una sola differenza: è quello della poltrona accanto. L'ispettore si reca a casa dei Bates per restituire il portafogli a Brent, il quale nega che il biglietto di teatro gli appartenga e supponendo che qualcuno l'abbia inserito di proposito. Sempre più dubbioso per l'atteggiamento di Harry, lo informa allora in presenza di Susan che Barbara ne aveva uno uguale, e della morte di quest'ultima per avvelenamento da cianuro di potassio, secondo quanto asserito dal medico legale. Questa rivelazione sembra turbare Brent, ma ancor più la sua fidanzata. Il lunedì Susan Bates trova nella posta dell'ufficio una grande busta con la fotografia di Barbara Smith mentre compra i fiori, scattata da un fotografo ambulante, e un biglietto che invita a rivolgersi alla fioraia nella stazione di Victoria se si vogliono avere maggiori notizie. Il resoconto del caso Fielding, pubblicato dai giornali del mattino, attrae l'attenzione della signora Vera Stone, che legge con estremo interesse mentre fa colazione. La signora Stone, un tempo, era stata alle dipendenze di Fielding, ed è la moglie di Peter Stone, un commerciante di cravatte, dopo aver avuto un passato sentimentale piuttosto turbolento. Vera Stone chiama al telefono l'ispettore Milton: vuole vederlo subito, in privato, perché afferma di potergli rivelare qualcosa di importante sul caso Fielding. Alan Milton la invita allora a casa sua; ha appena messo giù la cornetta del telefono quando squilla il campanello d'ingresso: è Susan Bates che gli porta la foto di Barbara Smith, ma senza far cenno al biglietto. Alan la interroga sui rapporti tra Brent e Fielding: secondo Susan si conoscevano appena. Alan mette al corrente l'ex fidanzata del fatto che Barbara, morendo, ha invocato il nome di Harry Brent; si fa però promettere da Susan di non dirlo a Brent. La ragazza, pur accettando i suggerimenti di Alan, non può fare a meno di essere turbata dalla nuova rivelazione; anche Harry Brent, che aveva accompagnato la ragazza in auto, avverte l'ostilità del poliziotto.
Il sergente Roy Philips riferisce ad Alan sull'inchiesta effettuata al Richmond Theatre; secondo la cassiera i due biglietti potrebbero essere stati acquistati dalla cantante Sarah Miles, fidanzata con Max Rainer, che ha l'abitudine di regalarli agli amici che vengono ad applaudirla nei suoi spettacoli. Arriva la signora Stone e, presente Philips, racconta a Milton che un mese prima, recatasi a Londra, era stata involontaria testimone della discussione in un bar fra Sam Fielding e un uomo misterioso, che sembrava minacciarlo di morte se non avesse accettato le sue proposte. Fielding aveva replicato di non avere paura, e aveva fatto più volte il nome della cantante Sarah Miles. Alla sera, Alan Milton va al Richmond Theatre per interrogare Sarah Miles, ma il lungo colloquio non gli fornisce elementi validi perché la cantante si dimostra reticente, e nega di conoscere sia Barbara Smith che Harry Brent prima di recarsi a un ricevimento, sollecitata da Tony Moore, il suo agente teatrale che le organizza le tournée nei teatri britannici. Tornato a casa, Alan Milton trova ad attenderlo un uomo, Kevin Jason, il quale minacciandolo con la pistola vuole dall'ispettore un pacchetto di sigarette, sul quale Sarah Miles ha scritto un messaggio con il quale afferma che nel camerino non poteva rivelare più di tanto e di recarsi, per saperne di più, all'appartamento n. 18 della Kingsdown Mansions di Richmond. Dopo breve lotta, Alan Milton riesce a liberarsi di Kevin Jason, che tuttavia riesce a fuggire. Stranamente, quella stessa sera, alla Kingsdown Mansions c'è anche Harry Brent, il quale dopo aver eluso la sorveglianza del portiere Reg Bryer, momentaneamente assente per la fuga del suo gatto, penetra nell'edificio dall'ingresso di servizio. Alan Milton si presenta invece dall'ingresso principale chiedendo al portiere, che nel frattempo aveva recuperato l'animale, di essere accompagnato all'appartamento n. 18. Suona il campanello, e prima che gli venga aperta la porta giungono dall'interno rumori di colluttazione e un urlo di donna: il portiere apre con la chiave universale la sua porta e Milton irrompe nell'appartamento, dove trova il cadavere di Vera Stone, strangolata.

### Terza puntata
Per questo nuovo assassinio – il terzo, nel giro di quattro giorni, dopo che per anni non era capitato nulla di rilevante nella cittadina – cominciano subito le indagini. Il portiere del condominio rivela all'ispettore Milton che Vera Stone aveva affittato l'alloggio con il nome da nubile, Stefford, vedendola di rado e sempre da sola, mai in compagnia né femminile né tantomeno maschile. Nell'appartamento della Stone Milton trova una giacca da uomo, e dalla targhetta del sarto risalgono all'identità del suo proprietario: Albert Bates. Il fratello di Susan ammette che la giacca è sua, ma sostiene di averla prestata tre settimane prima a Harry Brent, perché si era bagnato in un giorno di pioggia. Harry Brent, a sua volta, dirà all'ispettore di aver restituito ad Albert quella giacca. Le due versioni contrastanti non convincono Milton, che interroga Peter Stone, il marito della defunta. Questi ignorava che la moglie aveva un appartamento a Richmond, e non sa quali fossero le persone che incontrava, poiché tra i due esisteva un patto per cui, pur continuando a convivere, erano liberi ciascuno di coltivare le proprie esclusive amicizie, ma Peter non è a conoscenza se una delle amicizie maschili della consorte si fosse trasformata in qualcosa di particolare. Intanto il sergente Roy Philips si reca a casa di Sarah Miles per rivolgerle qualche domanda sul messaggio da lei lasciato per Milton sul pacchetto di sigarette, ma lei nega decisamente di averlo scritto. Nel frattempo Susan Bates si reca a Londra, con l'intento di incontrare la fioraia della stazione Victoria che le aveva scritto il biglietto allegato alla grande fotografia di Barbara Smith. La fioraia indirizza Susan presso un laboratorio fotografico situato in un quartiere malfamato. Entrata, viene accolta da un giovanotto, che la spaventa con oscure minacce. Susan fugge, mentre il fotografo riferisce a Harry Brent appostato sulle scale. Tornata a Sevenoaks, Susan riceve in ufficio la visita di Alan Milton in cerca di notizie su Vera Stone; mentre parlano viene annunciata la signora Mollie Green, governante di Sam Fielding: chiede di riavere una penna che lei aveva regalato al suo principale perché vorrebbe darla al genero, essendo in procinto di partire per il Canada per andare a stare con sua figlia sposata. La richiesta insospettisce l'ispettore, che di nascosto sostituisce la penna di Fielding con la sua, molto diversa. La Green non si accorge della sostituzione, e quando l'ispettore l'incalza di domande, rivela che a chiedere la penna era stato Peter Stone, che le ha offerto in cambio 50 sterline.
In serata, Milton e Philips si recano al Richmond Theatre per interrogare Tony Moore, l'agente della cantante. L'ispettore infatti si è convinto che parlare con la Miles sia del tutto inutile, considerato che continuerebbe a mentire spudoratamente. Scoprono che Tony è assente, partito quella stessa mattina per una settimana di permesso avendo da sbrigare alcune faccende. Milton non crede neanche stavolta alle affermazioni della cantante. In quella stessa  mattina Tony Moore, entrato nel suo camerino, vede con stupore Max Rainer, fidanzato della ragazza, puntargli contro una pistola. Quest'ultimo è convinto che l'agente teatrale spiasse Sarah ottenendo informazioni per denaro e rivendendole poi a qualcuno – anche qui, per 50 sterline a informazione – che le utilizzava in maniera illecita. Il fidanzato di Sarah, sempre più furente, riesce ad avere da Moore l'identità di colui al quale ha passato l'ultimo messaggio, quello trascritto sul pacchetto di sigarette, nonché giorno e luogo nel quale avverrà lo scambio di denaro. Al mercato di Sevenoaks, Milton e Philips si appostano nei pressi del banco di Peter Stone, e osservano Sarah Miles e Max Rainer intenti ad acquistare cravatte. A un tratto vedono scendere da un veicolo l'individuo che nella sera di lunedì minacciò l'ispettore con la pistola: dopo un inseguimento tra i banchi del mercato, lo catturano. Interrogato, costui non pronuncia nemmeno il suo nome, ma da una patente che ha perso nella corsa lo identificano in Kevin Jason e scoprono che alloggia presso un appartamento della Kingsdown Mansions, e cioè nello stesso palazzo dove è stata uccisa la Stone. L'ispettore e il sergente vanno a perquisire quell'appartamento, e scoprono che la camera da letto era stata trasformata in una saletta di proiezione; c'è anche una pizza di pellicola già nel proiettore. La proiettano e vedono, ripreso di nascosto, un battello da pesca con Sam Fielding alla guida; poco dopo, emerge dalla coperta un altro uomo, Harry Brent, che quindi ha mentito ancora una volta: egli conosceva bene Sam Fielding. Alan dunque pensa che anche Susan può averlo ingannato quando ha affermato che Fielding glielo aveva presentato lei. Il dovere professionale e il passato sentimentale si affastellano nella mente dell'ispettore: perché Susan ha mentito?

### Quarta puntata
Durante la perquisizione nell'appartamento di Kevin Jason, Milton e Philips ricevono una telefonata in cui viene annunciato un fonogramma per lo stesso Jason, dove sta scritto che Harry Brent è atteso al ristorante londinese "Portofino" nella serata. Più tardi, nelle stanze ormai perquisite, si reca Max Rainer – vecchio amico di Harry Bates, che lavora ufficialmente nella sede londinese di una società statunitense di servizi finanziari e ostenta un alto stile di vita – e ascolta tramite la segreteria telefonica la registrazione della telefonata. Il film dell'incontro tra Harry Brent e Sam Fielding sulla barca da pesca, unitamente a un'altra pellicola ritrovata casualmente che ritrae davanti all'agenzia di viaggi di proprietà di Brent dapprima Sam Fielding e Sarah Miles e poi Max Rainer con Susan Bates viene fatto vedere dall'ispettore e dal sergente alla stessa Susan, che ne è molto amareggiata; la ragazza sente di non poter avere più molta fiducia in Harry ma sospetta anche che l'ispettore, forse ancora innamorato di lei, si accanisca contro Harry per gelosia. Lui la rassicura dicendo che la rottura tra loro non è avvenuta a causa di Harry, ma per altre ragioni. La ragazza gli rivela quindi l'esistenza del biglietto della fioraia e i dettagli sul suo incontro avvenuto col giovane fotografo in uno studio londinese. Ordinatone il fermo, Alan Milton con la minaccia di farlo incriminare per reticenza scopre grazie alla sua testimonianza che esistono diverse altre fotografie di Barbara Smith scattate da lui, tra cui una dove conversa con un signore sconosciuto e una seconda dove un altro signore le passa un pacchettino. Di quest'ultima fotografia non esiste traccia: qualcuno ha acquistato con molto denaro – ben più di 50 sterline – tutte le copie stampate e anche i negativi prima che Barbara Smith uccidesse Sam Fielding. Anche Peter Stone viene sottoposto a un serrato interrogatorio, dove nega di conoscere Kevin Jason – di nazionalità irlandese, secondo quanto scoperto dalla polizia – nega che egli si dirigesse al suo banco durante il mercato e nega anche di avere offerto 50 sterline a Molly Green per la penna di Fielding. Su domanda di Alan, precisa che sua moglie Vera, a quanto gli risulta, non conosceva Harry Brent e conosceva appena Albert Bates.
La sera dello stesso giorno, un mercoledì, Susan va a cena con Harry in un ristorante di Londra, il "Portofino". Appostati in un appartamento di fronte, ci sono Reg Bryer con un binocolo e Bryan Finley con un fucile a canocchiale ad alta precisione. Aspettano che Harry Brent esca per ucciderlo. Durante la cena, Susan rivela al fidanzato di avere visto i film che lo ritraggono a colloquio con Sam Fielding sulla barca da pesca e chiede spiegazioni. Harry Brent è molto preoccupato per questa rivelazione, e senza proferire parola paga il conto ed esce con Susan dal ristorante. Bryan Finley sta prendendo Harry Brent sotto il suo mirino, quando un camion si ferma davanti al ristorante e gli preclude la visuale: alla sua guida c'è Max Rainer, che informa Brent dell'agguato che gli stanno tendendo. Il camion riparte e Rainer informa Sarah Miles – impegnata in studio di registrazione all'incisione di un disco – sull'agguato sventato, dicendole che Brent vuol risolvere la questione da solo ma entrambi devono essere pronti a intervenire in qualunque momento. I due fidanzati escono dal ristorante dall'ingresso di servizio ed Harry vuol portare Susan a casa sua per maggior sicurezza: la fidanzata resiste, ma cede solo quando Harry le promette di spiegarle tutto sulla morte di Fielding e anche su Barbara Smith. Una volta arrivati, Brent prepara qualcosa da bere per Susan, che si rivela vistosamente rassicurata; non fa a tempo a berne un sorso che piomba giù priva di conoscenza e forse senza vita. Nello stesso momento, alla "Taverna dell'Orso" arriva un gioviale e simpatico signore grassoccio per rifocillarsi, e Gladys – che gli rivela le sue origini gallesi – conversa amabilmente con lui: originario proprio di Sevenoaks, partito all'età di 16 anni per il Canada, è ritornato vent'anni dopo nel luogo natio poiché il posto gli piace, essendo morti entrambi i genitori e con soltanto qualche parente vivente residente nel Canada. Lo stupore di Gladys aumenta quando scopre che quel signore si chiama Harry Brent.

### Quinta puntata
Harry Brent, convocato dalla polizia, comunica all'ispettore Milton che lui e Susan avevano litigato e deciso di lasciarsi e che la ragazza era sconvolta. Brent è appena uscito quando si presenta alla centrale di polizia il tizio grassoccio incontrato da Gladys alla "Taverna dell'Orso" che sostiene di chiamarsi Harry Brent. Quando quest'ultimo rivela il nome dei suoi genitori – gli stessi della tomba dove Barbara Smith aveva depositato i fiori – Milton ordina di fermare il fidanzato di Susan, senza successo: costui è ripartito sgommando con la sua auto decappottabile. La borsetta e le scarpe di Susan vengono ritrovate a Kingston, sulla sponda del Tamigi; poco distante è attraccato il battello, che nel frattempo ha cambiato proprietario e nome, sul quale vennero filmati – almeno un anno prima, secondo le ultime scoperte del sergente Philips – Sam Fielding e Harry Brent; lì Alan trova un fazzoletto con le iniziali di Susan Bates. All'ufficio di polizia l'ispettore è atteso da Peter Stone, che gli consegna un pacco di lettere d'amore scritte da Albert Bates a sua moglie Vera – dimostrando in maniera inequivocabile che i due erano amanti da tempo – e gli racconta che la penna di Fielding interessava a un certo Kevin Jason, che lui aveva conosciuto in un bar e che gli aveva offerto 400 sterline. Jason è ricercato da tutti alla Kingsdown Mansions: nella tarda serata, al condominio si presenta Tony Moore, l'agente teatrale di Sarah Miles, per parlare con lui e probabilmente per farsi restituire del denaro avuto in prestito: ricevuto dal portiere Reg Bryer, quest'ultimo dapprima finge di non riconoscerlo, ma poi gli rivela la sua identità interessandosi misteriosamente alla sorte di Sarah Miles. Jason, assente da tempo dallo stabile, chiede di parlare con l'ispettore: portato alla centrale di polizia, riesce a impadronirsi nello scarico del bagno di una pistola avvolta in un involto di carta unitamente a un messaggio dove qualcuno gli ordina di recarsi al Clarence Gate, uno degli ingressi del Richmond Park. Uscito dal bagno, punta improvvisamente la pistola contro un poliziotto avviandosi verso l'uscita ma all'arrivo del sergente Philips spara un colpo contro il poliziotto, ferendolo gravemente.
Riesce a fuggire e Jason si reca al posto dove sa che i suoi amici verranno a prelevarlo con un furgoncino: poco dopo, infatti, ne appare uno che porta la scritta "Hobbard Laundry (Lavanderia)"; il furgone rallenta, Jason lo rincorre, si apre la saracinesca posteriore e appare Bryan Finley, che abbraccia un fucile e uccide Jason con due colpi precisi, stramazzandolo nel parco. Nel frattempo ladri ignoti devastano gli uffici della fabbrica di Sam Fielding; accorrono i poliziotti e s'accorgono che le pipe contenute in una rastrelliera sono state rotte una per una. Sarah Miles, sempre avvertita da Max Rainer, con una scusa si allontana dallo studio di registrazione – aveva promesso al produttore del disco di lasciargli fare tutte le modifiche ritenute opportune – e tiene prigioniera Susan Bates a casa sua, facendo la carceriera suo malgrado, affinché tutti credano sia deceduta; Harry Brent le aveva somministrato un potente sonnifero esagerando però nella dose, durato più a lungo del previsto. Quando si risveglia la ragazza, recalcitrante, chiede di poter uscire da lì ma viene calmata dalla stessa Miles, che le rivela il fallito agguato contro di loro e suggerendole, almeno per un po', di non effettuare telefonate né tantomeno di scappare poiché Harry è disposto a rischiare di persona per uscire da quella situazione ma non vuole coinvolgere in nessun caso Susan per paura: la ragazza infatti si è incastrata, inconsapevolmente, in una faccenda più grande di lei. Brent, uscito da casa, si mette al volante della sua auto sportiva: all'improvviso si accorge di essere seguito dal furgoncino della lavanderia dentro il quale è nascosto Bryan Finley con il suo fucile ad alta precisione. A un semaforo, intuendo che non si tratta del camion guidato dall'amico Max Rainer, consapevole del pericolo grave che sta correndo, Brent comprende di dover tenere la strada stando sempre davanti al furgone, non facendosi mai sorpassare.

### Sesta puntata
L'autista del furgoncino, Ben Armitag, è fermato da un poliziotto a un semaforo poiché il veicolo era stato segnalato da testimoni nell'omicidio di Kevin Jason. Harry Brent può proseguire il suo viaggio e si ferma davanti a una grande villa dove è ricevuto da sir Gordon Town e dal suo maggiordomo Cunningham. Gordon Town, sofferente di artrite e impossibilitato a seguire il caso in prima persona, aveva delegato Harry Brent per cercare di sbrogliare la matassa. Brent e Gordon si decidono a convocare l'ispettore Milton nella sede principale di Scotland Yard per metterlo al corrente della verità sull'affare Fielding, dopo che si scopre l'esistenza di un'altra rastrelliera di pipe situata sul battello e, perquisita, Milton e Philips, sorpresi da Max Rainer, vi trovano dei microfilm dove erano state fotografate mucche al pascolo. In una saletta riservata di Scotland Yard, il sovrintendente Stenton spiega a un meravigliato Milton che Sam Fielding non era soltanto un industriale titolare di una piccola fabbrica, ma anche un inventore; aveva messo a punto, senza essere sorvegliato o inquadrato in una squadra un sistema di radar che aveva attirato l'attenzione del ministero dell'aviazione, proponendogli di continuare i lavori presso i suoi laboratori, ma Sam Fielding rifiutò. Harry Brent – che in realtà, come Max Rainer, Sarah Miles e Tony Moore, è un agente segreto del S.I.M. (Servizio Informazioni Militari), operante sotto falso nome – nel panfilo fu informato da Fielding che un misterioso "signor X" lo minacciava di morte se non gli avesse consegnato i piani; lui non prese in seria considerazione tali minacce, ma il S.I.M. le prese a cuore tanto che a Brent, Rainer, Moore e la Miles venne assegnato il caso. Scotland Yard ignorava l'identità del "signor X" tranne il fatto che fosse un individuo appartenente a un'organizzazione internazionale che in passato aveva dato diverse grane. Conoscevano o credevano di conoscere i membri secondari di tale organizzazione, ma non serviva a niente fermarli subito; interessava prendere il capo. Per proteggere meglio il signor Fielding, un agente prese il nome di un certo Harry Brent e divenne amico di Susan Bates – commettendo però un errore quando l'amicizia si trasformò in amore – e che l'agenzia di viaggi era solo una copertura per restare vicino a Susan e nella fabbrica di Fielding senza destare sospetti. Ma tale mossa non servì a niente, poiché il "signor X" scoprì ugualmente il signor Brent, immaginandolo come un rivale anch'esso interessato ai progetti di Fielding. Perciò decise di uccidere Sam Fielding per impedire che i piani passassero a Brent. Dopo la morte, avrebbe tentato di individuare il posto dove fossero nascosti e avrebbe cercato di impossessarsene prima dei suoi supposti rivali.
Colei che l'aveva ucciso, Barbara Smith, in realtà si chiamava Barbara Holmes, originaria della Nuova Zelanda e residente da pochi mesi a Londra, e conviveva con Bryan Finley, il sicario dell'organizzazione, ma Barbara in realtà aveva anche un altro grande interesse: la droga. Essendo tossicodipendente, lo stesso Finley le procurava lo stupefacente. Barbara, per motivi misteriosi, si lasciò convincere da Finley ad uccidere Sam Fielding prendendo a pretesto un annuncio sul giornale dove si cercava una nuova segretaria. L'inserzione fu pubblicata quattro giorni prima dell'omicidio. Finley si incontrò con Barbara la mattina stessa del delitto e il giovane fotografo li riprese per caso, unitamente allo stesso Harry Brent. Lì l'agente segreto fa un'altra rivelazione sorprendente: per Barbara, Finley aveva l'identità di Harry Brent; anche lui si faceva passare come tale e quindi, in punto di morte, la ragazza non invocava l'agente segreto Harry Brent, ma cercava di far sapere che Harry Brent – in realtà Bryan Finley – era il suo assassino, in quanto Gladys, distratta involontariamente dal guardiano notturno nella "Taverna dell'Orso", non si era accorta che Finley aveva aggiunto cianuro di potassio al pranzo; aveva promesso di far evadere Barbara dalla prigione, e invece l'ha uccisa. L'ispettore Milton, sempre più attonito, comprende che le indagini da lui condotte sfavorivano invece che agevolare la risoluzione del caso, poiché il "signor X" aveva fatto in modo che tutti gli indizi – a partire dai due biglietti d'ingresso per il Richmond Theatre quasi identici – sarebbero confluiti su Harry Brent – l'agente segreto del S.I.M. – in modo da farlo accusare dell'omicidio di Sam Fielding e poi di quello di Vera Stone, da loro non previsto poiché volevano far avere molti meriti all'ispettore Milton; infatti la donna, pur non avendo la certezza che appartenesse all'organizzazione, in ogni caso era a conoscenza di troppe cose. A quel punto l'agente segreto rivela l'esistenza di un terzo Harry Brent, quello autentico, rientrato a Sevenoaks da tre giorni e scombinando totalmente i loro piani. L'organizzazione di agenti segreti, infatti, aveva sparso la voce che i microfilm erano nascosti dapprima nella penna e poi nelle pipe e Kevin Jason, che loro non conoscevano affatto, convinse Peter Stone a farsela consegnare da Molly Green, ma Jason era soltanto una pedina per arrivare al capo; con il suo arresto, la trappola andò in fumo. Con la sua morte, il "signor X" è ancora libero e sconosciuto.
Susan Bates, trasferita in gran segreto in un appartamento ad Esher, continua a credere al suo fidanzato, che riceve un appuntamento dal fratello Albert per quella serata. Giunto al granaio, Harry Brent comprende di essere caduto in una trappola e affronta in una collutazione Bryan Finley; all'improvviso parte un colpo di pistola, uccidendo quest'ultimo sul colpo. Poco dopo, anche Harry Brent viene ucciso da un pugnale lanciato da uno sconosciuto. L'ispettore Milton, sfiduciato e sull'orlo della depressione, avendo soltanto ventiquattr'ore di tempo per smascherare il "signor X" prima che il caso passi a Scotland Yard, gioca l'ultima carta tramite Susan Bates e il fratello Albert; la donna aveva scoperto, nel doppio fondo di un cassetto dell'ufficio di Fielding, una chiave che apre una cassaforte dove è custodita una busta contenente i piani dell'invenzione. Alan passa la busta originale a Scotland Yard e crea una busta simile per farlo cadere in trappola. Albert Bates lo contatta telefonicamente, costui si reca nella sua abitazione, prende la busta e, a un segnale di Albert, mentre esce con la macchina tre volanti della polizia lo accerchiano. Il "signor X" era Peter Stone; anche Reg Bryer – amico anche lui di Fielding, oltre che di Kevin Jason – viene arrestato, fornendo ampia confessione. Susan Bates, affranta e delusa per quanto accaduto – lei amava realmente l'agente segreto – riceve dall'ispettore Milton il conforto di un vero amico; lei vuol passare un periodo di tempo in solitudine per cercare di mettere ordine nella sua vita: Alan Milton, più rinfrancato per aver recuperato almeno l'amicizia di Susan, le concede tutto il tempo disponibile per considerare, in un prossimo futuro, la riapertura del fidanzamento.

## Produzione
La trama è tratta da un romanzo omonimo di Francis Durbridge e la trasposizione venne curata da Biagio Proietti.
Gli interpreti principali della fiction furono Alberto Lupo, Carlo Hintermann, Roberto Herlitzka, Claudia Giannotti, Ferruccio De Ceresa, Valeria Fabrizi, Walter Maestosi.

## Ambientazione
La trama è ambientata nella cittadina inglese di Sevenoaks, nella quale sono stati anche filmati alcuni esterni (fra cui le immagini della sigla iniziale). Nelle sequenze della sigla iniziale si vedono il War Memorial e quindi un lungo tratto di London street, della quale sono riconoscibili diversi edifici, fra i quali il cinema Odeon, poi divenuto il teatro Sevenoaks Playhouse. Gli interni furono girati negli Studi di Napoli.

## Distribuzione
Il formato originario è quello della miniserie televisiva composta da sei puntate, che vennero trasmesse in prima visione nel novembre del 1970.

## Accoglienza
Lo sceneggiato ebbe grande successo all'epoca., con quasi 19 milioni di telespettatori.

## Colonna sonora
Come sigla di apertura delle puntate fu utilizzata la canzone Roots of Oak del cantautore scozzese Donovan, mentre la sigla di chiusura era la canzone Un amico (di Reid-Cortese-Giacobetti), interpretata da Valeria Fabrizi, una delle interpreti dello sceneggiato.
Altri brani che si ascoltano nella colonna sonora sono:
- Communication breakdown, eseguita dai Led Zeppelin, nella prima puntata;
- Fever, cantata da Valeria Fabrizi, nella seconda puntata.